# Stylo-pinceau

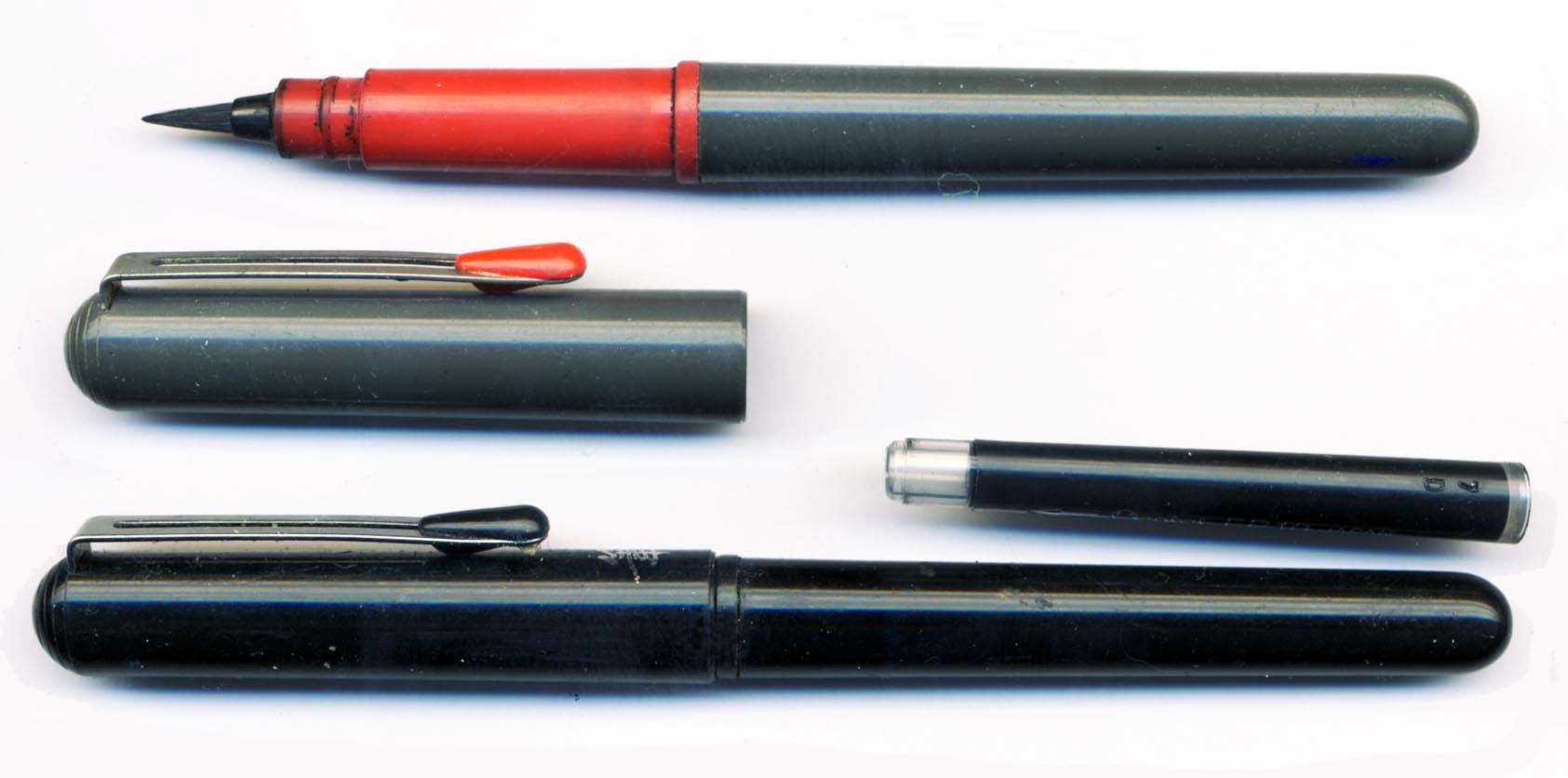
Brush Pen de Pentel (Japon), ancien modèle, modèle actuel, cartouche d'encre

Un stylo-pinceau est un stylo pouvant contenir de l'encre ou de l'eau, et dont l'extrémité servant à écrire (ou dessiner) est similaire à celle d'un pinceau. Ceux contenant de l'encre sont utilisés pour écrire ou dessiner, ceux contenant de l'eau sont utilisés pour l'aquarelle.

## Différents types
La pointe des stylos-pinceaux est formée d'une pointe souple, soit en poils naturels, soit en poils synthétiques, soit dans un unique bloc synthétique d'une matière poreuse et ayant la forme d'une pointe de pinceau. Il existe par exemple des stylos-pinceaux équipés d'une touffe en poils de martre.
Le stylo-pinceau est alimenté par un réservoir (rechargeable), une cartouche d'encre ou une réserve d'encre fixe dans le cas des stylos-pinceaux jetables.
Lorsqu'un réservoir est utilisé (marques chinoises, ainsi que marques japonaises Kuretake, Monami), il est possible de remplir soi-même, avec de l'eau, pour pratiquer l'aquarelle ou de la calligraphie à l'eau sur papier adaptée, de l'encre de Chine, du brou de noix, des encres liquides en couleur ou tout autre mélange. Il faut pour la remplir, soit la tremper dans le liquide et selon le type de réservoir, l'absorber par pression successives, lorsque le manche est mou, soit sur certains, utiliser une vis sans fin. Il est également possible de verser directement dans le trou dans le cas de manche-réserve mou.
Lorsque le stylo-pinceau utilise une recharge, typiquement une cartouche d'encre (marque Pentel), celle-ci est généralement à usage unique et produite par le fabricant du stylo-pinceau. Cette encre est conçue dans ce cas pour les papiers modernes, contrairement à l'encre de Chine utilisée traditionnellement sur « papier de riz » ou papier de soie.
Dans le cas des pinceaux à recharges fournies par le constructeur ou jetables, on peut distinguer : 
- ceux destinés à l'écriture et au dessin, essentiellement en encre noire, dont certains rivalisent dans la présentation et le prix avec les stylos-plume.
- Ceux destinés au coloriage, existant avec de grands réservoirs de couleurs différentes, souvent interchangeables.

Dans les cas des stylos-pinceaux à réservoir, les usages sont relativement illimités, puisqu'on peut les remplir avec les matériaux liquides de son choix.
Selon les modèles, le stylo-pinceau permet de faire par exemple de la calligraphie (orientale ou européenne moderne), de dessiner, de colorier, etc. De plus en plus de dessinateurs de presse et d'illustrateurs l'utilisent pour sa qualité de trait et sa simplicité d'utilisation, limitée pour l'essentiel à l'usure des poils du pinceau.

## Production
Les stylos-pinceaux ont été créés au Japon[réf. nécessaire].
Les principaux pays producteurs de stylo-pinceaux sont la Chine continentale (grand nombre de marques), Taïwan (Simbalion (雄狮)), la Corée (Monami(모나미)) et le Japon (Kuretake, Pentel), des pays ayant gardé une grande tradition de calligraphie et de dessin à l'encre et au pinceau.

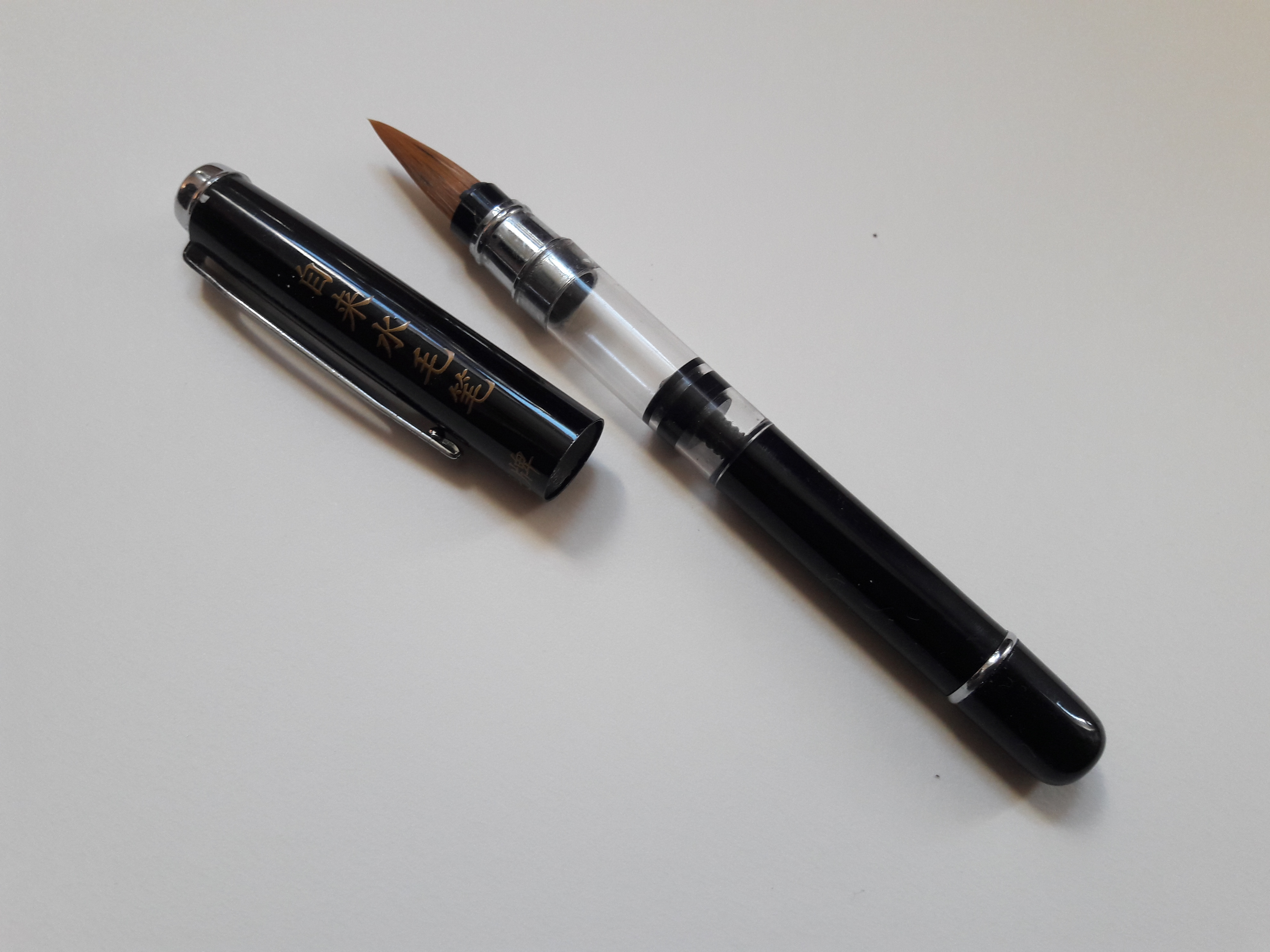
stylo pinceau chinois en poils naturels utilisant une vis sans fin pour recharger l'encre.
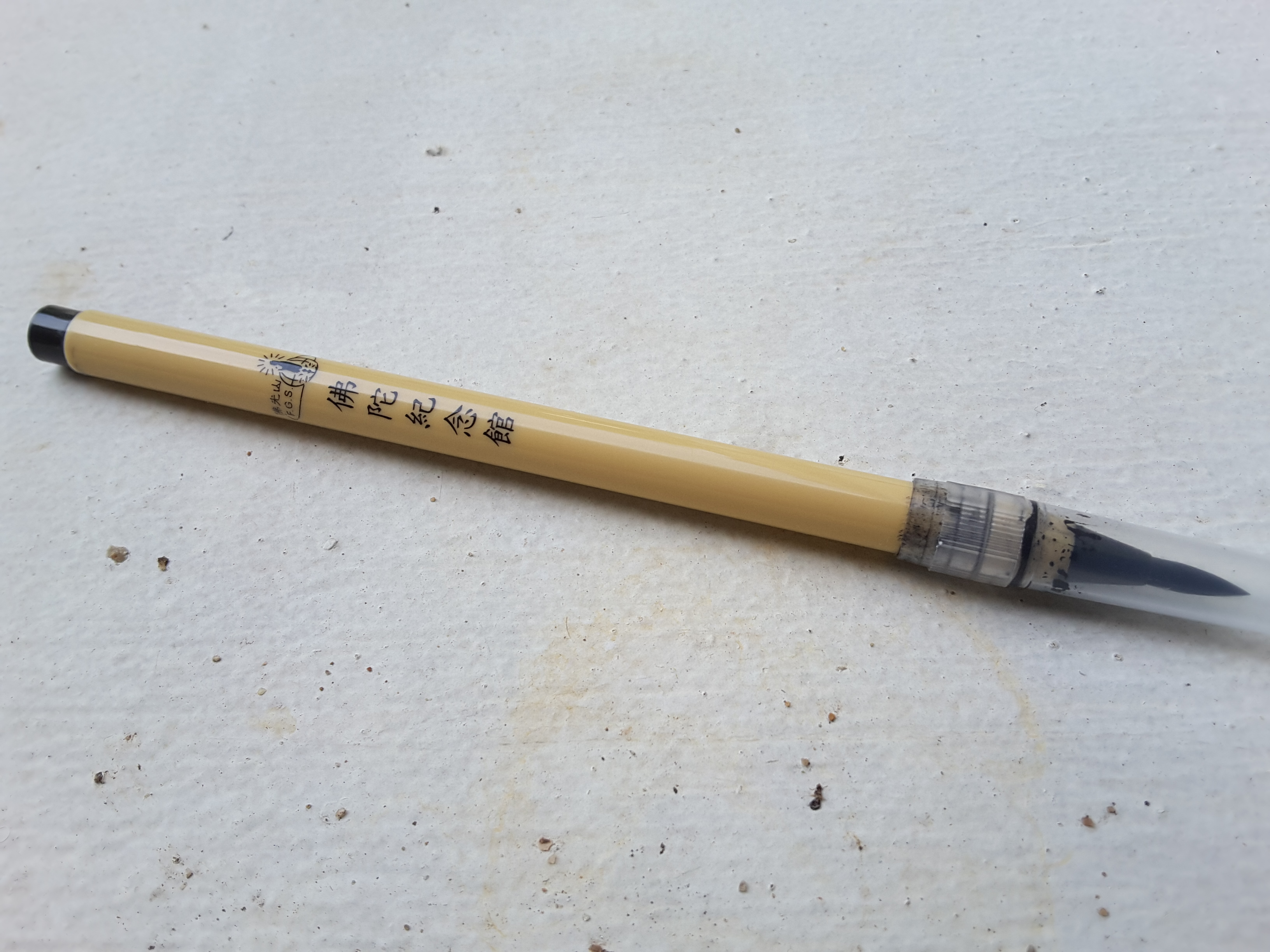
Mòbǐ (墨筆/墨笔) stylo-pinceau chinois pré-rempli d'encre
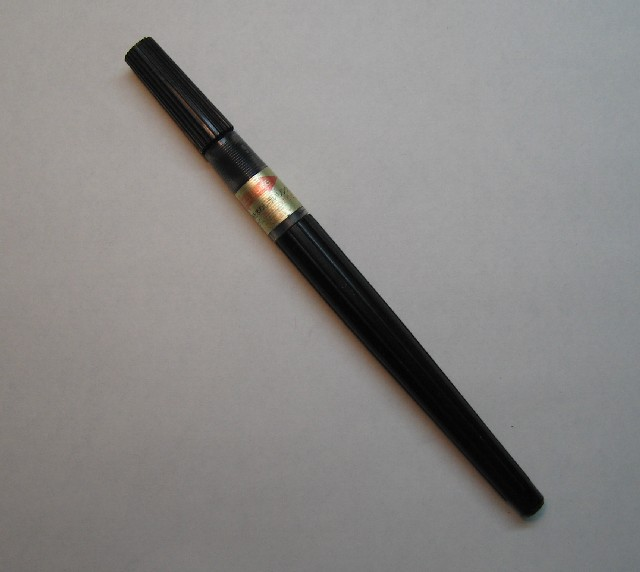
Un stylo-pinceau japonais
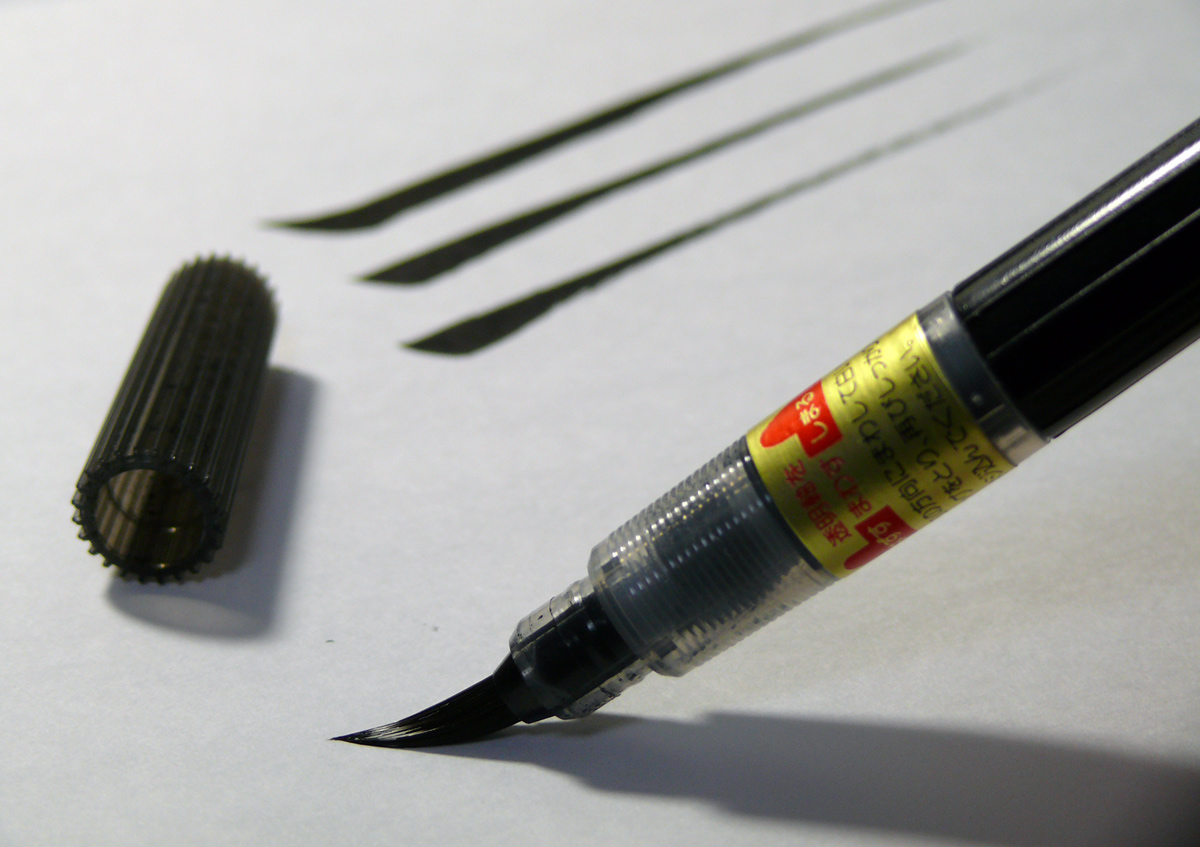
Fude pen (筆ペン), (stylo-pinceau en japonais) de Pentel à cartouche d'encre et pointe synthétique.